# Filippa Plantageneta

Stemma di Filippa plantageneta.

Filippa Plantageneta (Eltham Palace, 16 agosto 1355 – Cork, 5 gennaio 1382) Contessa dell'Ulster e contessa consorte di March, dal 1368 alla sua morte.

## Origine
Era l'unica figlia del terzogenito del re d'Inghilterra Edoardo III, Lionello Plantageneto, I duca di Clarence, e di Elisabetta de Burgh (circa 1332 – circa 1363), divenuta contessa dell'Ulster, assieme al marito Lionello, alla morte del padre, William Donn de Burgh (1312-1333).

## Biografia
Filippa, nel 1368, a tredici anni di età, a Reading, nello Berkshire, sposò il terzo conte di March, Edmondo Mortimer, che di anni ne aveva diciassette, divenendo contessa consorte di March.
Nello stesso anno, alla morte del padre Lionello, oltre a ereditare il titolo di contessa dell'Ulster, si trovò ad essere la terza nella scala ereditaria del regno, dopo il principe di Galles, Edoardo, primogenito di Edoardo III, e dopo suo figlio, Riccardo; e, nel 1377, dopo la morte del principe di Galles, Edoardo e del re Edoardo III, si era trovata a essere la prima erede al trono di Riccardo II.
Nel 1379, dopo che Giovanni Plantageneto, I duca di Lancaster, era diventato il più ascoltato consigliere del re, Riccardo II, suo marito Edmondo fu nuovamente allontanato da corte, fu inviato in Irlanda, come luogotenente dell'Irlanda, dove cercò di tenere sotto controllo le turbolenze di quel popolo; quando, nel 1381, procedette nel Munster, per debellare la ribellione nel sud dell'Irlanda, trovò la morte a Cork, il 27 dicembre di quello stesso anno.
Filippa lo seguì una decina di giorni dopo, morì a Cork il 5 gennaio successivo. Filippa fu tumulata a Cork ma pochi anni dopo fu trasferita nell'abbazia di Wigmore, accantoal marito, Edmondo.

Blasone della famiglia Mortimer.

Alla morte di Filippa, nel 1382, il figlio Ruggero, di circa sette anni già conte di March, le subentrò come conte dell'Ulster e dato che il re Riccardo II non aveva ancora un erede legittimo, gli succedette come erede designato al trono inglese.
Quando Riccardo II, nel 1399, fu spodestato, il nipote di Filippa, Edmondo, che era successo al figlio di Filippa, Ruggero fu scavalcato dal cugino, Enrico di Lancaster, che reclamò il trono, per discendenza, per diritto di conquista e per elezione. Questa usurpazione portò in seguito, dopo circa cinquant'anni alla guerra delle due rose.

## Matrimonio e figli[5]
Filippa al marito, Edmondo Mortimer diede quattro figli:
- Elisabetta (1371-1417), sposò Henry Percy, figlio di Henry Percy, I conte di Northumberland. In seconde nozze poi sposò Thomas di Camoys, 1º Barone Camoys
- Ruggero (1374-1398), quarto conte di March e conte dell'Ulster
- Filippa (1375-1401), sposò Giovanni Hastings conte di Pembroke, poi fu la seconda moglie di Richard FitzAlan, XI conte di Arundel, infine sposò Tommaso, signore di St. John
- Edmondo (1376-1409) che sposò Caterina la figlia di Owain Glyndŵr e poi col cognato Henry Percy "Hotspur" si oppose a Enrico IV.

## Ascendenza
|                                              |                                          |                                                   | Genitori                                         |  |  | Nonni |  |  | Bisnonni                     |  |  | Trisnonni                    |  |
|                                              |                                          |                                                   |                                                  |  |  |       |  |  | Edoardo II, re d'Inghilterra |  |  | Edoardo,, re I d'Inghilterra |  |
|                                              |                                          |                                                   |                                                  |  |  |       |  |  | Edoardo II, re d'Inghilterra |  |  | Edoardo,, re I d'Inghilterra |  |
|                                              |                                          | Eleonora di Castiglia                             |                                                  |  |  |       |  |  | Edoardo II, re d'Inghilterra |  |  |                              |  |
| Edoardo III, re d'Inghilterra                |                                          |                                                   |                                                  |  |  |       |  |  | Edoardo II, re d'Inghilterra |  |  |                              |  |
|                                              |                                          | Isabella di Francia                               | Filippo IV, re di Francia                        |  |  |       |  |  |                              |  |  |                              |  |
|                                              |                                          | Isabella di Francia                               | Filippo IV, re di Francia                        |  |  |       |  |  |                              |  |  |                              |  |
|                                              |                                          | Isabella di Francia                               | Giovanna I, regina di Navarra                    |  |  |       |  |  |                              |  |  |                              |  |
| Lionello, I duca di Clarence                 |                                          | Isabella di Francia                               |                                                  |  |  |       |  |  |                              |  |  |                              |  |
|                                              |                                          | Guglielmo I, conte di Hainaut, d'Olanda e Zelanda | Giovanni I, conte di Hainaut, d'Olanda e Zelanda |  |  |       |  |  |                              |  |  |                              |  |
|                                              |                                          | Guglielmo I, conte di Hainaut, d'Olanda e Zelanda | Giovanni I, conte di Hainaut, d'Olanda e Zelanda |  |  |       |  |  |                              |  |  |                              |  |
|                                              |                                          | Guglielmo I, conte di Hainaut, d'Olanda e Zelanda | Filippa di Lussemburgo                           |  |  |       |  |  |                              |  |  |                              |  |
| Filippa di Hainaut                           |                                          | Guglielmo I, conte di Hainaut, d'Olanda e Zelanda |                                                  |  |  |       |  |  |                              |  |  |                              |  |
|                                              |                                          | Giovanna di Valois                                | Carlo, conte di Valois                           |  |  |       |  |  |                              |  |  |                              |  |
|                                              |                                          | Giovanna di Valois                                | Carlo, conte di Valois                           |  |  |       |  |  |                              |  |  |                              |  |
|                                              |                                          | Giovanna di Valois                                | Margherita, contessa d'Angiò                     |  |  |       |  |  |                              |  |  |                              |  |
| Filippa, V contessa di Ulster                |                                          | Giovanna di Valois                                |                                                  |  |  |       |  |  |                              |  |  |                              |  |
|                                              | Riccardo Óg de Burgh, II conte di Ulster | Gualtiero de Burgh, I conte di Ulster             |                                                  |  |  |       |  |  |                              |  |  |                              |  |
|                                              | Riccardo Óg de Burgh, II conte di Ulster | Gualtiero de Burgh, I conte di Ulster             |                                                  |  |  |       |  |  |                              |  |  |                              |  |
|                                              | Riccardo Óg de Burgh, II conte di Ulster | Aveline FitzJohn                                  |                                                  |  |  |       |  |  |                              |  |  |                              |  |
| Guglielmo Donn de Burgh, III conte di Ulster | Riccardo Óg de Burgh, II conte di Ulster |                                                   |                                                  |  |  |       |  |  |                              |  |  |                              |  |
|                                              |                                          | Elisabetta de Clare                               | Gilberto di Clare, VII conte di Gloucester       |  |  |       |  |  |                              |  |  |                              |  |
|                                              |                                          | Elisabetta de Clare                               | Gilberto di Clare, VII conte di Gloucester       |  |  |       |  |  |                              |  |  |                              |  |
|                                              |                                          | Elisabetta de Clare                               | Giovanna d'Inghilterra                           |  |  |       |  |  |                              |  |  |                              |  |
| Elisabetta de Burgh, IV contessa di Ulster   |                                          | Elisabetta de Clare                               |                                                  |  |  |       |  |  |                              |  |  |                              |  |
|                                              |                                          | Enrico Plantageneto, III conte di Lancaster       | Edmondo Plantageneto, I conte di Lancaster       |  |  |       |  |  |                              |  |  |                              |  |
|                                              |                                          | Enrico Plantageneto, III conte di Lancaster       | Edmondo Plantageneto, I conte di Lancaster       |  |  |       |  |  |                              |  |  |                              |  |
|                                              |                                          | Enrico Plantageneto, III conte di Lancaster       | Bianca d'Artois                                  |  |  |       |  |  |                              |  |  |                              |  |
| Matilde di Lancaster                         |                                          | Enrico Plantageneto, III conte di Lancaster       |                                                  |  |  |       |  |  |                              |  |  |                              |  |
|                                              |                                          | Maud Chaworth                                     | Patrizio Chaworth, barone di Kidwelly            |  |  |       |  |  |                              |  |  |                              |  |
|                                              |                                          | Maud Chaworth                                     | Patrizio Chaworth, barone di Kidwelly            |  |  |       |  |  |                              |  |  |                              |  |
|                                              |                                          | Maud Chaworth                                     | Isabella di Beauchamp                            |  |  |       |  |  |                              |  |  |                              |  |
|                                              |                                          | Maud Chaworth                                     |                                                  |  |  |       |  |  |                              |  |  |                              |  |